# Шевченко, Виталий Фёдорович
Виталий Федорович Шевченко (23 июня 1954, Ичня на Черниговщине — 19 сентября 2018) — советский и украинский журналист, политик, писатель. Народный депутат Украины в парламенте II, III и IV созывов. Председатель Национального совета Украины по вопросам телевидения и радиовещания (2005—2009).

## Биография
Печататься начал с десяти лет. В 1970-х — 1980-х годах активно занимался самиздатом (редактировал рукописные газеты «Звезда», «Уличные новости», «Мяч круглый», «Тихая жизнь», журнал «Прогресс», литературно-публицистический альманах «Водограй» и другие).
Определённый след в украинской журналистике В. Шевченко оставил экологическими публикациями (в частности, циклом статей по итогам организованных экологических экспедиций школьников), циклом публикаций о молодых людях, погибших в Афганистане (около 50 подборок в киевской газете «Молодая гвардия», которые были первыми в украинской журналистике правдивыми рассказами об ужасных последствиях войны). Весной 1991 года Шевченко впервые опубликовал секретные документы о последствиях Чернобыльской катастрофы, а летом того же года выступил с циклом лекций об аварии на ЧАЭС в нескольких городах Канады, когда работал в газете «Ukrainian News» (г. Эдмонтон) как победитель всеукраинского конкурса молодых специалистов-рыночников. В нескольких изданиях Украины, России, Канады, США эти материалы были опубликованы под названиями «Засекреченный Чернобыль» и «С грифом „Секретно“», а осенью 1991 года они были оглашены с трибуны Верховного Совета УССР (доклад комиссии по вопросам Чернобыльской катастрофы).
Рецензировал новинки украинской литературы, готовил литературно-драматические передачи (около 50 сценариев литературных композиций для Украинского радио, литературные радиопередачи для детей, художественные телепередачи для молодёжи и тому подобное).
В. Шевченко — автор около 10 законодательных актов и многочисленных законопроектов по вопросам свободы слова и деятельности СМИ, избирательного права. В частности, он как один из соавторов идеи создания на Украине общественного телерадиовещания был автором «рамочного» закона о системе общественных аудиовизуальных СМИ (1997), первого проекта Избирательного кодекса (1998), концепции разгосударствления украинских СМИ (1999) и др.
Резко реагировал на факты ущемления свободы слова и вмешательство власти в журналистику (защита независимого радио «Континент», выступления против произвола Госкомтелерадио и против цензуры на государственном телевидении, публичные дебаты с чиновниками администрации Президента Л. Кучмы).
В. Шевченко работал главным редактором и председателем редакционного совета газеты Время-Time (1994—1996), шеф-редактором которой был лидер Народного Руха Украины Вячеслав Чорновил
Член Национального союза журналистов Украины (с 1982 г.), Национального союза писателей Украины (с 2012 г.) и Национального союза краеведов Украины (с 2013 г.).
Похоронен на Байковом кладбище.

## Журналистская карьера
- Газета «Трудовая слава», г. Ичня Черниговской обл. — постоянный внештатный корреспондент (1969—1971).
- Газета «За педагогические кадры» КГПИ им. А. М. Горького, м. Киев — корреспондент (1972—1975).
- Газета «Друг читателя», г. Киев — корреспондент отдела литературы и искусства (1975—1977).
- Издательство «Искусство», м. Киев — старший редактор, заведующий редакциями массовых фотоизданий и туристской литературы и массовых изданий (1977—1989).
- Вступление в Союз журналистов СССР и Союза журналистов Украины (1982).
- Газета «Молодая гвардия», г. Киев — собственный корреспондент, ответственный секретарь (1989—1991).
- Журнал «Сельские горизонты», г. Киев — редактор отдела, ответственный секретарь, заместитель главного редактора, главный редактор (1991—1994).
- Газета «Ukrainian News», Канада — корреспондент в Эдмонтоне, руководитель корпункта на Украине (1991—1994).
- Газета «Наше время», г. Киев — обозреватель по вопросам экономики и политики (1991—1994).
- Газета «Время/Time», г. Киев — главный редактор и председатель редколлегии(1994—1996).
- Комитет Верховной Рады Украины законодательного обеспечения свободы слова и информации — член Комитета (1994—1998).
- Комитет Верховной Рады Украины по вопросам свободы слова и информации — секретарь Комитета (1998—2002).

## Государственные дела
- Депутат Киевского областного совета, руководитель оппозиционного меньшинства (1990—1994).
- Народный депутат Украины, один из руководителей фракции Движения (1994—1998).
- Народный депутат Украины, секретарь парламентского комитета по вопросам свободы слова и информации (1998—2002).
- Член Национального совета Украины по вопросам телевидения и радиовещания (2002—2010).
- Заместитель председателя Национального совета Украины по вопросам телевидения и радиовещания (2003—2005).
- Член Совета и Экспертной комиссии Министерства культуры и туризма (2003—2009).
- Член Межведомственного экспертного совета по вопросам кинематографии (с 2004).
- Председатель Национального совета Украины по вопросам телевидения и радиовещания (2005—2009).
- Член Национальной комиссии по вопросам свободы слова и развитию информационной отрасли при Президенте Украины (2006—2010).